# 貝澤幸男
貝澤 幸男（かいざわ ゆきお、1960年7月7日 - ）は、日本の男性アニメーション演出家、アニメ監督。長野県出身、東京デザイナー学院卒業。
東映アニメーション（東映動画）制作のアニメを数多く手がけている。代表作は、『ビックリマン』シリーズや『地獄先生ぬ〜べ〜』など。近作は、『貧乏姉妹物語』、『ゲゲゲの鬼太郎（第5シリーズ）』、『キラキラ☆プリキュアアラモード』。初期は貝沢幸男でクレジットされていた。

## 参加作品

### テレビアニメ
1983年
- 愛してナイト（ - 1984年、製作進行→演出）

1984年
- とんがり帽子のメモル（ - 1985年、演出）

1985年
- はーいステップジュン（ - 1986年、演出）

1986年
- メイプルタウン物語（ - 1987年、演出）

1987年
- 新メイプルタウン物語 パームタウン編（演出）
- ビックリマン（ - 1989年、シリーズディレクター）

1989年
- 新ビックリマン（ - 1990年、シリーズディレクター）

1990年
- まじかる☆タルるートくん（ - 1992年、演出）

1992年
- スーパービックリマン（ - 1993年、シリーズディレクター）

1993年
- 蒼き伝説 シュート!（ - 1994年、演出）

1994年
- 真拳伝説タイトロード（シリーズディレクター）

1995年
- 空想科学世界ガリバーボーイ（演出）

1996年
- ゲゲゲの鬼太郎（ - 1998年、演出）
- 地獄先生ぬ〜べ〜（ - 1997年、シリーズディレクター）

1997年
- あずみマンマ・ミーア（シリーズディレクター）
- ハニ太郎です。（ - 1998年、シリーズディレクター）

1998年
- ふしぎ魔法ファンファンファーマシィー（ - 1999年、シリーズディレクター）
- まもって守護月天!（ - 1999年、シリーズディレクター）

1999年
- ONE PIECE（1999年 - 、演出）
- 神風怪盗ジャンヌ（ - 2000年、演出）

2001年
- デジモンテイマーズ（ - 2002年、シリーズディレクター）

2002年
- デジモンフロンティア（ - 2003年、シリーズディレクター）

2003年
- 金色のガッシュベル!!（ - 2006年、シリーズディレクター） ※途中から

2006年
- リングにかけろ1〜日米決戦編〜（シリーズディレクター）
- 貧乏姉妹物語（シリーズディレクター）

2007年
- ゲゲゲの鬼太郎（ - 2009年、シリーズディレクター）

2009年
- マリー&ガリー（演出）
- 空中ブランコ（絵コンテ、演出）

2010年
- リングにかけろ1 影道編（シリーズディレクター）
- デジモンクロスウォーズ（ - 2011年、演出）

2011年
- デジモンクロスウォーズ 〜悪のデスジェネラルと七つの王国〜（演出）
- デジモンクロスウォーズ 〜時を駆ける少年ハンターたち〜（ - 2012年、シリーズディレクター）

2012年
- 聖闘士星矢Ω（ - 2014年、演出）

2013年
- 京騒戯画（絵コンテ、演出）

2014年
- 暴れん坊力士!!松太郎（シリーズディレクター）

2015年
- ドラゴンボール超（ - 2016年、絵コンテ）
- ONE PIECE 〜アドベンチャー オブ ネブランディア〜（絵コンテ）

2017年
- キラキラ☆プリキュアアラモード（ - 2018年、シリーズディレクター（※暮田公平と共同）、絵コンテ、演出）

2018年
- おしりたんてい（絵コンテ、演出）

2020年
- デジモンアドベンチャー:（絵コンテ、演出）

2021年
- トロピカル〜ジュ!プリキュア（絵コンテ）

2022年
- デリシャスパーティ♡プリキュア（絵コンテ）

2023年
- 逃走中 グレートミッション（シリーズディレクター（※暮田公平と共同））

### 劇場アニメ
1986年
- メイプルタウン物語（監督）

1992年
- まじかる☆タルるートくん すき・すき♡タコ焼きっ!（監督）

1993年
- Dr.スランプ アラレちゃん んちゃ!ペンギン村はハレのち晴れ（監督）

1997年
- 地獄先生ぬ〜べ〜 午前0時ぬ〜ベ〜死す!（監督）

2004年
- ONE PIECE めざせ!海賊野球王（監督）

2009年
- きかんしゃ やえもん（監督）

2015年
- 映画 Go!プリンセスプリキュア Go!Go!!豪華3本立て!!! キュアフローラといたずらかがみ（監督）

2019年
- 映画 プリキュアミラクルユニバース（監督）

2022年
- 映画 デリシャスパーティ♡プリキュア 夢みる♡お子さまランチ!（絵コンテ）

### OVA
1991年
- BE-BOP HIGHSCHOOL 海賊版（ - 1993年、監督）

1996年
- エンジェル伝説（監督）

1999年
- 地獄先生ぬ〜べ〜 史上最大の激戦! 絶鬼来襲!!（監督）

2000年
- 伝心 まもって守護月天!（ - 2001年、第1・4・5・8巻監督、第2・3・6・7巻監修）

### Webアニメ
2015年
- 美少女戦士セーラームーンCrystal（絵コンテ、演出）

### その他
1983年
- 世界名作童話 まんがシリーズ（演出）
  - オズの魔法使い

1993年
- ソニック・ザ・ヘッジホッグCD（OP・ED演出）

1996年
- わが心の銀河鉄道 宮沢賢治物語（作内合成アニメーション演出）